# Chadumanahalli, Kolar
Chadumanahalli là một làng thuộc tehsil Kolar, huyện Kolar, bang Karnataka, Ấn Độ.